# Шумски миш
Шумски миш или дугорепи пољски миш (лат. Apodemus sylvaticus) је врста глодара из породице мишева (Muridae), пореклом из Европе и северозападне Африке. Блиско је сродан са жутогрлом мишу (Apodemus flavicollis), али се од њега разликује по томе што нема траку жутог крзна око врата; има нешто мање уши и обично је нешто мањи у целини: дужине око 90 мм. Насељава већи део Европе и врло је распрострањена врста, уобичајен је у људским насеобинама и понекад се сматра штеточином. Једна подврста шумског миша названа је у част југословенског биолога Синише Станковића, Apodemus sylvaticus stankovici.

## Распрострањење
Шумски миш је присутан у следећим државама: Русија, Италија, Грчка, Украјина, Белорусија, Турска, Финска, Исланд, Шведска, Норвешка, Пољска, Немачка, Шпанија, Србија, Мађарска, Румунија, Алжир, Мароко, Данска, Уједињено Краљевство, Ирска, Португал, Босна и Херцеговина, Бугарска, Француска, Албанија, Андора, Холандија, Црна Гора, Македонија, Лихтенштајн, Литванија, Луксембург, Словачка, Словенија, Чешка, Хрватска, Молдавија, Монако, Аустрија, Белгија и Тунис.

## Станиште
Шумски мишеви насељавају шуме, травњаке и обрађена поља. Током зиме најрадије бораве у добро пошумљеним областима. Скоро искључиво су ноћне и терестичне животиње, шумски мишеви копају дугачке тунеле, граде гнезда од биљног материјала и живе у склоништима током оштрих сезона. Шумски миш је једна од најпроученијих врста рода Аподемус. У Европи се област коју насељава протеже северно до Скандинавије и источно до Украјине. Шумски миш се такође налази у северозападној Африци и на многим медитеранским острвима.

## Исхрана
Шумски миш се превасходно храни семењем, посебно дрвећа као што су храст, буква, јасен, липа, глог и јавор. Ако је обилна количина семена на земљи, преносе је назад у гнезда ради складиштења. Такође, шумски мишеви могу јести мале бескичмењаке, попут пужева и инсеката, посебно у касно пролеће и почетком лета, када је семе најмање доступно. Kасније током сезоне могу јести бобице, воће, гљивице и корење. У току зиме плен су им и шишмиши који хибернирају.

## Понашање
Шумски мишеви су углавном активни током ноћи. Вероватно је то начин да избегну предаторе, користећи неколико стратегија против грабљивица. Међутим, женке током парење су активније на дневном светлу како би сакупиле довољно хране. Док трагају за храном, шумски мишеви скупљају и дистрибуирају видно упадљиве предмете, попут листова и гранчица, које потом користе као оријентире. Ако је шумски миш ухваћен за реп, он може брзо одбацити његов врх, који се вероватно никада неће обновити. Упркос свом називу, ова животиња преферира станишта на рубу шуме. Током хладнијих месеци шумски мишеви не прелазе у стање хибернације. Међутим, током тешких зимских сезона могу прећи у торпор, смањењем физиолошке активности. Ако је шумски миш ухваћен за реп, може брзо одбацити његов врх, који касније можда никад не израсте поново.
Предатори шумских мишева укључују лисице, змије, ласице, јастребове, сове, домаће псе и домаће мачке. Да би избегли предаторе, шумски мишеви своју храну траже на скривеним и ограниченим просторима.

## Размножавање
Сезона парења шумског миша траје од фебруара до октобра, у којој се догађа вишекратно парење између мужјака и женки, што резултира убрзаном компетицијом. Такве карактеристике понашања доводе до стварања окота са потомством које настаје од више различитих мужјака. Kод шумског миша уочена је полигинија, која је резултат конкуренције у току репродуктивног периода. Мужјаци поседују врећицу познату као цауда епидидимис, која чува сперму и налази се испод скроталне избочине. Регулација температуре осигурава максимални излив сперме.
Једно занимљиво запажање у оквиру врсте, посебно код мужјака, јесте морфологија сперматозоида. Српасте главе развијају се после мејозе и пре спермијације (ослобађање током ејакулације). Kука, која се налази на врху главе, приања на површину главе пре него што дође до њеног развоја. Бојењем пропидијум-јодидом утврдило се да је само базална површина куке нуклеарног порекла. Ове апикалне кукице уграђују се у женски репродуктивни тракт. Тамо се комбинују са апикалним кукама и флагелама других сперматозоида. Агрегати сперматозоида формирају "покретне скупине", за које је експериментално утврђено да поседују бољу покретљивост у женском репродуктивном тракту.
Период гестације шумског мишева је 25–26 дана, а свака женка у просеку окоти пет младунаца. Потомци постају независни након отприлике три недеље, а сексуално активни постају после два месеца.

## Угроженост
Ова врста је у смислу угрожености наведена као последња брига, јер има широко распрострањење и честа је.